# Juozas Jagelavičius
Juozas Jagelavičius (12 de enero de 1939-17 de junio de 2000) fue un deportista soviético que compitió en remo.
Participó en dos Juegos Olímpicos de Verano en los años 1964 y 1968, obteniendo una medalla de bronce en México 1968 en la prueba de ocho con timonel. Ganó dos medallas en el Campeonato Mundial de Remo, en los años 1962 y 1966, y cinco medallas en el Campeonato Europeo de Remo entre los años 1963 y 1969.

## Palmarés internacional
| Juegos Olímpicos   | Juegos Olímpicos          | Juegos Olímpicos  | Juegos Olímpicos   |
| Año                | Lugar                     | Medalla           | Prueba             |
| ------------------ | ------------------------- | ----------------- | ------------------ |
| 1968               | Ciudad de México (México) | Medalla de bronce | Ocho con timonel   |
| Campeonato Mundial |                           |                   |                    |
| Año                | Lugar                     | Medalla           | Prueba             |
| 1962               | Lucerna (Suiza)           | Medalla de plata  | Ocho con timonel   |
| 1966               | Bled (Yugoslavia)         | Medalla de plata  | Cuatro sin timonel |
| Campeonato Europeo |                           |                   |                    |
| Año                | Lugar                     | Medalla           | Prueba             |
| 1963               | Moscú (URSS)              | Medalla de plata  | Ocho con timonel   |
| 1964               | Ámsterdam (Países Bajos)  | Medalla de plata  | Ocho con timonel   |
| 1965               | Duisburgo (RFA)           | Medalla de oro    | Cuatro sin timonel |
| 1967               | Vichy (Francia)           | Medalla de oro    | Cuatro con timonel |
| 1969               | Klagenfurt (Austria)      | Medalla de plata  | Ocho con timonel   |